# Brachypremna pictiventris
Brachypremna pictiventris är en tvåvingeart som beskrevs av Alexander 1945. Brachypremna pictiventris ingår i släktet Brachypremna och familjen storharkrankar. Inga underarter finns listade i Catalogue of Life.